# Rakovski Ruse
El Rakovski Ruse fue un equipo de fútbol de Bulgaria que jugó en la Liga Profesional de Bulgaria, la primera división nacional.

## Historia
Fue fundado en el año 1927 en la ciudad de Ruse como un club multideportivo en el cual destacaba su sección de voleibol masculino. Fue a mediados de los años 1990 que el club tomó relevancia cuando logra el ascenso a la Liga Profesional de Bulgaria como tercer lugar de la segunda división.
En su primera temporada en primera división apenas salvó la categoría por desempate ante el PFC Shumen por diferencia de goles al empatar en 32 puntos, pero la siguiente temporada fue un desastre al solo conseguir un punto en 30 partidos, solo anotaron 8 goles y recibieron 110, destacando que recibió 23 goles en los últimos tres partidos de la temporada, siendo ésta la peor temporada de un equipo en la Liga Profesional de Bulgaria.
En la siguiente temporada el club pasa a llamarse Dunav Rakovski Ruse pero en lo deportivo no hubo avance al descender a la tercera división luego de solo hacer ocho puntos en 30 partidos. En la siguiente temporada regresan a su denominación original y terminarían en el lugar 15 entre 16 equipos, desapareciendo al finalizar la temporada.
El club jugó dos temporadas en la Liga Profesional de Bulgaria en las que jugó 60 partidos, con 9 victorias, 6 empates y 45 derrotas, anotó 41 goles y recibió 151.
En 2001 nace el FC Rakovski como la reencarnación del club en las divisiones regionales.

## Jugadores

### Jugadores destacados
- Mariyan Todorov[7]